# دانيال إليس (كاتب)
دانيال إليس (بالإنجليزية: Daniel Ellis)‏ هو كاتب أمريكي، ولد في 30 ديسمبر 1827 في مقاطعة كارتر في الولايات المتحدة، وتوفي بنفس المكان في 6 يناير 1908.